# Игра Когана

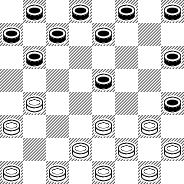
Диаграмма 1. Табия дебюта Игра Когана

Игра Когана (Игра М. Когана, Система Когана, Дебют Когана) — дебют в русских шашках. Табия дебюта возникает после ходов 1.cd4 fg5 2.bc3 gh4 3.cb4 de5 4.df6 gе5. Назван по имени шашиста, внесшего огромный вклад в развитие этого начала, — М. М. Когана.

После боя 4…eg5 (см. на диаграмме 2) переходит в дебют защита Святого — Коршунова, до работы  Г. И. Хацкевича «25 уроков шашечной игры» (1979) считавшийся вариантом Игры Когана.

Раньше в шашечной литературе этот дебют относили к «Игре Когана».

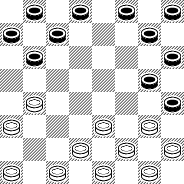
Диаграмма 2. Табия дебюта защита Святого — Коршунова

Однако чемпион СССР 1949 г. М. Коган никогда не применял 4. ..e: g5, он брал 4…g: e5. Стратегии сторон при этих взятиях также совершенно различны. Взятие 4…e: g5 разработали и часто применяли ленинградские мастера П. Святой и Д. Коршунов. Поэтому начало после 4… е : g5 надо считать отдельным дебютом, который справедливо следует называть «Защита Святого-Коршунова»— http://stas39.narod.ru/avrora/xazkevich.files/game443.htm
Маркиэл Фазылов в комментариях к партии Фазылов-А. Тооминга, Чемпионат СССР, 1980 пишет: «Другое взятие 4…e:g5 в литературе называется как „Защита Святого-Коршунова“» (Фазылов, «Мои избранные партии», С. 5)